# Казимир Малевич
Казимир Северинович Малевич (на украински: Казимир Северинович Малевич; на полски: Kazimierz Malewicz) е украински художник и теоретик на изкуството от полски произход. Там той се включва в артистичния авангард и става един от основоположниците на абстракционизма и супрематизма.

## Биография
Казимир Малевич е роден близо до Киев на 23 февруари (11 февруари стар стил) 1879 г.. От 1895 до 1896 г. учи в художествено училище в Киев, а през 1904 г. се премества в Москва. Там учи в Московското училище по рисуване, скулптура и архитектура (1904 – 1910), както и при Фьодор Рьорберг. При пътуване до Париж през 1912 г. е повлиян от кубизма, след което създава абстрактния стил, който нарича супрематизъм.
След Руската революция от 1917 г. Малевич е назначен в министерството на просветата (1918 – 1919), преподава във Витебск (1919 – 1922), Петроград (1922 – 1927), Киев (1927 – 1929) и отново в Ленинград (1930).
През 1927 г. Малевич прави голяма ретроспективна изложба в Германия, която му донася международна известност. Той успява да остави там много от картините си, преди да се върне в Съветския съюз. При кампанията на правителството срещу модернистичното изкуство Малевич е подложен на преследвания. Много негови картини са конфискувани и унищожени и той умира в бедност и изолация в Ленинград през 1935 г.
- Автопортрети през различните творчески периоди
- 1908
- 1910
- 1933

## Галерия
- Цветарка, 1903
- Къпещи се, 1908
- Зима, 1909
- Жътва, 1911
- Точилар, 1912
- Глава на селско момиче, 1912 – 1913
- Бюро и стая, 1913
- Крава и цигулка, 1913
- Англичанин в Москва, 1914
- Съчетание с Мона Лиза, 1914
- Черен кръг, 1915, Държавен руски музей, Петербург, Русия
- Супрематистка композиция, 1915
- Червен квадрат: Художествен реализъм на селянка в две измерения, 1915.
- Супрематистка композиция, 1916
- Супрематистка картина: Осем червени правоъгълника, 1915
- Супрематизъм, Mузей на изкуството, Краснодар, 1916
- Черен квадрат, c.1923, Държавен руски музей
- Супрематизъм, 1921 – 1927
- Момче, 1928 – 1932
- Червена конница, 1928 – 1932
- Летен пейзаж, 1929
- Косач, 1930
- Сложно предчувствие: Полуръст в жълта риза, 1928 – 1932